# Lucía Bedoya
Lucía Bedoya Hincapié es una actriz y modelo colombiana, reconocida principalmente por protagonizar la película venezolana de 2018 Yo, imposible. En 2023 coprotagonizó el filme Memento mori, el cual inauguró la sexagésimo segunda edición del Festival Internacional de Cine de Cartagena.

## Carrera

### Inicios
Bedoya nació en la ciudad de Cali. En 2012 inició estudios de arte dramático en la Universidad del Valle, participando en algunos cortometrajes como Las razones de Sofía de Andrés Jiménez Soto. En 2015 viajó a los Estados Unidos para formarse en el teatro de Broadway. Ese mismo año empezó a desempeñarse como modelo freelance. En 2016 fue becada para tomar clases de ópera china en la academia teatral de Shanghái.
En el 2017, Bedoya y otras estudiantes de la Universidad del Valle se presentaron en un festival de teatro universitario en Turquía, con los organizadores concluyendo que su producción fue la mejor del evento. Ese mismo año protagonizó el videoclip de la canción «Camagüey» de la banda de rock caleña Superlitio, en la que realizó una aparición especial el cantautor dominicano Vicente García.

### 2018-2019:Yo, imposibleyLa mirada de los condenados
En 2018 protagonizó la laureada película venezolana Yo, imposible de la cineasta Patricia Ortega, cuando todavía se encontraba cursando las etapas finales de su carrera universitaria. En la película, Bedoya interpreta el papel de Ariel, una joven que descubre que nació con una condición de intersexualidad. Sobre su papel, la actriz afirmó que fue «un sueño» interpretar al personaje, y que «más que actuar en base a la diferencia sexual del personaje, actué en base a lo que nos hace diferentes a cada uno de nosotros, y cómo en algún momento de nuestras vidas todos nos hemos sentido diferentes».
La actuación de Bedoya en la película recibió elogios de la crítica especializada. Scott Braid se refirió a su papel como «increíble y de una ardiente intensidad», y Paolo Kagaoan afirmó que su talento hace que los planos cliché en el filme sean «apetecibles». Asimismo, Carlos Loureda se refirió a ella como «una actriz que desborda la gran pantalla».
Bedoya ganó el premio a la mejor actriz en el Festival de Cine Venezolano de 2019, y el premio Outstanding Performance en el Santo Domingo Outfest el mismo año. La película además fue seleccionada para presentar a Venezuela en los Premios Óscar de 2020 en la categoría de mejor película internacional.
En 2019, Bedoya actuó en la miniserie La mirada de los condenados, producida por el canal Telepacífico, basada en la novela del mismo nombre de los autores Óscar Osorio y James Valderrama y dirigida por el cineasta Fernando López Cardona.

### 2020-2024:Memento Moriy actualidad
En 2022 participó en el Proyecto 48, organizado por el Festival Iberoamericano de Cortometrajes Iberofest, con el cortometraje La belleza que contiene, el cual dirigió, coprotagonizó y coescribió. El corto logró el segundo puesto en el concurso, y se llevó galardones en las categorías de mejor dirección, mejor edición y mejor inclusión de objeto.
En 2023 coprotagonizó el filme Memento mori, ópera prima de Fernando López Cardona que abrió la sexagésimo segunda edición del Festival Internacional de Cine de Cartagena. En la película, que se desarrolla en medio del conflicto armado colombiano, interpretó el papel de una enfermera de hospital llamada Naré Novoa, quien espera algún día recibir el cuerpo sin vida de su esposo, desaparecido en el conflicto. En su reseña para el medio La Palabra de la Universidad del Valle, Óscar Osorio manifestó: «Estamos instalados en la melancolía. Esa es la sensación que me queda con la película y esa es precisamente la que transmite el personaje de Naré —soberbia actuación de Lucía Bedoya—, la doliente principal: estamos paralizados en la melancolía».
En 2024 interpretó el papel de una pasajera en la miniserie Secuestro del vuelo 601, estrenada el 10 de abril a través de la plataforma Netflix.

## Filmografía

### Cine
| Año  | Título                  | Papel      | Notas                           |
| ---- | ----------------------- | ---------- | ------------------------------- |
| 2010 | Las razones de Sofía    | Sofía      | Cortometraje                    |
| 2018 | Yo, imposible           | Ariel      |                                 |
| 2022 | La belleza que contiene | Petra      | Cortometraje, también directora |
| 2023 | Memento mori            | Naré Novoa |                                 |

### Televisión
| Año  | Título                      | Papel    | Notas       |
| ---- | --------------------------- | -------- | ----------- |
| 2019 | La mirada de los condenados | Aida     | 5 episodios |
| 2024 | Secuestro del vuelo 601     | Pasajera | 3 episodios |

### Videoclips
| Año  | Título     | Agrupación | Notas |
| ---- | ---------- | ---------- | ----- |
| 2017 | «Camagüey» | Superlitio |       |

## Premios y reconocimientos
| Año  | Evento                                             | Categoría                 | Obra                    | Resultado |
| ---- | -------------------------------------------------- | ------------------------- | ----------------------- | --------- |
| 2019 | Festival de Cine Venezolano                        | Mejor actriz              | Yo, imposible           | Ganadora  |
| 2019 | Santo Domingo Outfest                              | Outstanding Performance   | Yo, imposible           | Ganadora  |
| 2022 | Festival Iberoamericano de Cortometrajes Iberofest | Mejor dirección           | La belleza que contiene | Ganadora  |
| 2022 | Festival Iberoamericano de Cortometrajes Iberofest | Mejor edición             | La belleza que contiene | Ganadora  |
| 2022 | Festival Iberoamericano de Cortometrajes Iberofest | Mejor inclusión de objeto | La belleza que contiene | Ganadora  |
| 2022 | Festival Iberoamericano de Cortometrajes Iberofest | Mejor largometraje        | La belleza que contiene | Nominada  |